# Thảm sát Đại học Tiểu bang Kent
Thảm sát Đại học Tiểu bang Kent, cũng được gọi là Vụ xả súng Kent State hay Thảm sát ngày 4 tháng 5, xảy ra tại trường Đại học Tiểu bang Kent (Kent State University) ở thành phố Kent, Ohio, Hoa Kỳ, khi một số sinh viên bị bắn bởi đoàn Vệ binh Quốc gia Ohio vào thứ hai, ngày 4 tháng 5 năm 1970. Bốn sinh viên thiệt mạng và chín sinh viên nữa bị thương, một người trong số đó bị chứng liệt kinh niên.
Vài trong số sinh viên bị bắn đang biểu tình chống Chiến dịch Campuchia của Hoa Kỳ trong Chiến tranh Việt Nam; Tổng thống Richard Nixon đã tuyên bố chiến dịch này trên TV ngày 30 tháng 4. Tuy nhiên, những sinh viên khác bị bắn chỉ đi bộ gần đấy hay quan sát cuộc biểu tình cách xa.
Cả nước Mỹ đã phản ứng về sự kiện này ở mức độ đáng kể: Hàng trăm trường đại học, cao đẳng, và trung học khắp nước đóng cửa vì 4 triệu sinh viên và học sinh tiến hành bãi khóa trong cuộc Bãi khóa năm 1970 và sự kiện này càng tác động mạnh vào ý kiến công chúng về vai trò của Hoa Kỳ trong Chiến tranh Việt Nam.